# Poul Vendelbo Løvenhørn
Poul Vendelbo Løvenørn (ur. 5 kwietnia 1686 w Horsens, zm. 27 lutego 1740 w Kopenhadze) – był duńskim oficerem, dyplomatą i politykiem.

## Życiorys
Poul Vendelbo Løvenhørn studiował teologię, lecz w 1707 roku wyjechał do Rosji, gdzie został generałem-adiutantem cara Piotra I. W roku 1711 powrócił do Danii, gdzie nobilitował go  Fryderyk IV Oldenburg. Został oficerem duńskiej armii i w 1722 posłem Danii w Berlinie, a w 1726 wysokim urzędnikiem (stiftamtmand) w mieście Århus, sekretarzem wojny (overkrigssekretær) i w 1730 członkiem Tajnej Rady. W roku 1738 uzyskał stopień generała duńskiej kawalerii.
Został odznaczony duńskimi Orderem Danebroga w 1722, a w 1739 roku Orderem Słonia i Orderem Wierności.